# Arhythmorhynchus uncinatus
Arhythmorhynchus uncinatus är en hakmaskart som först beskrevs av Kaiser 1893.  Arhythmorhynchus uncinatus ingår i släktet Arhythmorhynchus och familjen Polymorphidae. Inga underarter finns listade i Catalogue of Life.